# Allium umbilicatum
Allium umbilicatum Boiss. – gatunek byliny należący do rodziny amarylkowatych (Allioideae Herbert). Występuje naturalnie na obszarze od Azji Środkowej przez Iran i Afganistan aż po zachodni Pakistan.

## Morfologia
CebulaMają jajowaty kształt. Osiągają 1–2 cm szerokości. Warstwa zewnętrzna jest brązowa i włóknista, natomiast warstwy wewnętrzne są błoniaste.
ŁodygaGłąbik dorastający do 30–40 cm wysokości.
LiściePosiada 3–4 półcylindryczne liście o szerokości 1–2 mm. Są zwinięte w rurkę i puste w środku.
KwiatyZebrane w półkuliste kwiatostany. Osadzone są na szypułkach o długości 1 cm. Działki kielicha mają różowawą barwę i lancetowaty kształt. Mają 6–8 cm długości i są ostro zakończone.